# Bielefelder Colloquium Neue Poesie
Das Bielefelder Colloquium Neue Poesie (kurz BCNP) war von 1978 bis 2003 ein jährliches Treffen internationaler Dichter und Künstler aus dem Umfeld der experimentellen, insbesondere konkreten Poesie. Höhepunkt des mehrtägigen Treffens war eine Autorenlesung am letzten Tag.

## Geschichte
Ausgangspunkt des Kolloquiums war die 1978 vom Literaturwissenschaftler Siegfried J. Schmidt organisierte Tagung Literaturentwicklung und Literaturanalyse am Zentrum für interdisziplinäre Forschung der Universität Bielefeld. Dort kamen nicht nur Wissenschaftler wie Schmidt, Jörg Drews und Klaus Ramm (zwei Professoren der Bielefelder Universität), sondern auch Autoren wie Eugen Gomringer, Friederike Mayröcker, Franz Mon, Gerhard Rühm, Oswald Wiener, Ernst Jandl und Helmut Heissenbüttel zusammen, um über den Stand der zeitgenössischen experimentellen Lyrik zu diskutieren. Die spontan angesetzte öffentliche Lesung der Dichter wurde in der Öffentlichkeit gut angenommen und daher in den folgenden Jahren wiederholt. In erster Linie dienten die Treffen aber (anders als etwa bei der Gruppe 47) dem internen Austausch unter Ausschluss der literarischen Öffentlichkeit, in der auch unfertige Werke vorgetragen werden konnten.
Während die internen Diskussionen, die meist im Haus Neuland in der Senne stattfanden, sich vermehrt literatursoziologischen und -psychologischen Fragen zuwandten, boten die öffentlichen Lesungen im Bielefelder Rathaus und begleitende Ausstellungen vielen Autoren eine Gelegenheit, die ihnen „erstmals weithin Beachtung in der Öffentlichkeit verschaffte“. Zu den Gästen gehörten neben österreichischen (insbesondere aus der Wiener Gruppe) und deutschen Autoren auch internationale Dichter.
Organisiert wurde das trotz des Erfolges und der gewonnenen Reputation finanziell immer auf wackligen Beinen stehende Kolloquium von den Bielefelder Literaturwissenschaftlern Jörg Drews und Klaus Ramm. Da Drews und Ramm 2003 kurz vor ihrer Pensionierung standen, keine Nachfolger gefunden werden konnten und das Colloquium finanzielle Probleme hatte, wurde die Veranstaltung danach nicht mehr fortgeführt.

## Mitglieder des Kolloquiums
- Friedrich Achleitner
- Jeremy Adler
- Josef Bauer
- Marcel Beyer
- Jaap Blonk
- Inger Christensen
- Jan Faktor
- Hartmut Geerken
- Eugen Gomringer
- Helmut Heißenbüttel
- Bodo Hell
- Ernst Jandl
- Friederike Mayröcker
- Franz Mon
- Oskar Pastior
- Reinhard Priessnitz
- Gerhard Rühm
- Timm Ulrichs
- Konrad Balder Schäuffelen
- Valeri Scherstjanoi
- Herbert J. Wimmer
- Ruth Wolf-Rehfeldt

## Publikationen
- Thomas Kellein, Jörg Drews (Hrsg.): Neue Poesie. 20 Jahre Bielefelder Colloquium. Katalog zur Ausstellung in der Kunsthalle Bielefeld. Bielefeld 1997.
- Ulrich Schmidt, Michael Vogt: aussicht – absicht – einsicht: 25 Jahre Bielefelder Colloquium Neue Poesie. Hörbuch. Aisthesis Verlag, Bielefeld 2002, ISBN 3-89528-367-3.